# Riva del Garda
Riva del Garda (nom historique vieilli en allemand : Reiff am Gartsee) est une commune italienne d'environ 17 500 habitants située dans la province autonome de Trente, composante de la région autonome du Trentin-Haut-Adige, dans le nord-est de l'Italie. Elle se trouve au bord du lac de Garde.

## Géographie
La commune se situe sur la rive nord-ouest du lac de Garde, à 41 kilomètres au sud-ouest de Trente. Entouré des montagnes autour du lac de Garde, le territoire municipal borde la Lombardie au sud et la Vénétie (au-délà du lac) au sud-est.

## Histoire
La localité de Ripa (« rive ») est mentionnée pour la première fois en 937. À cette époque, la région faisait partie de la vaste marche de Vérone créée en 952 dans le nord est de l'Italie. En 1027, l'empereur Conrad II le Salique céda le domaine aux princes-évêques de Trente. Soumis à la pression des comtes de Tyrol et de la république de Venise, l'évêché de Trente resta propriétaire jusqu'au recès d'Empire en 1803.
De 1815 à 1918, la ville (nommée Riva puis Riva in Tirol vers 1865, Riva nel Tirolo, puis à nouveau simplement Riva) fait partie de la monarchie autrichienne (empire d'Autriche), puis Autriche-Hongrie (Cisleithanie après le compromis de 1867), chef-lieu du district de même nom, l'un des 21 Bezirkshauptmannschaften dans la province du Tyrol. Le proche territoire de Lombardie-Vénétie au sud échoit au nouveau royaume d'Italie jusqu'en 1866.
La ville intégrera le royaume d'Italie (« Vénétie tridentine ») après la Première Guerre mondiale, conformément aux dispositions du traité de Saint-Germain-en-Laye conclu en 1919.

## Économie
Le tourisme est l'élément le plus important de l'économie de Riva del Garda. Il existe également des activités manufacturières telles que l'industrie papetière, l'artisanat et l'industrie pneumatique.

## Monuments et lieux d’intérêt

### Monuments artistiques

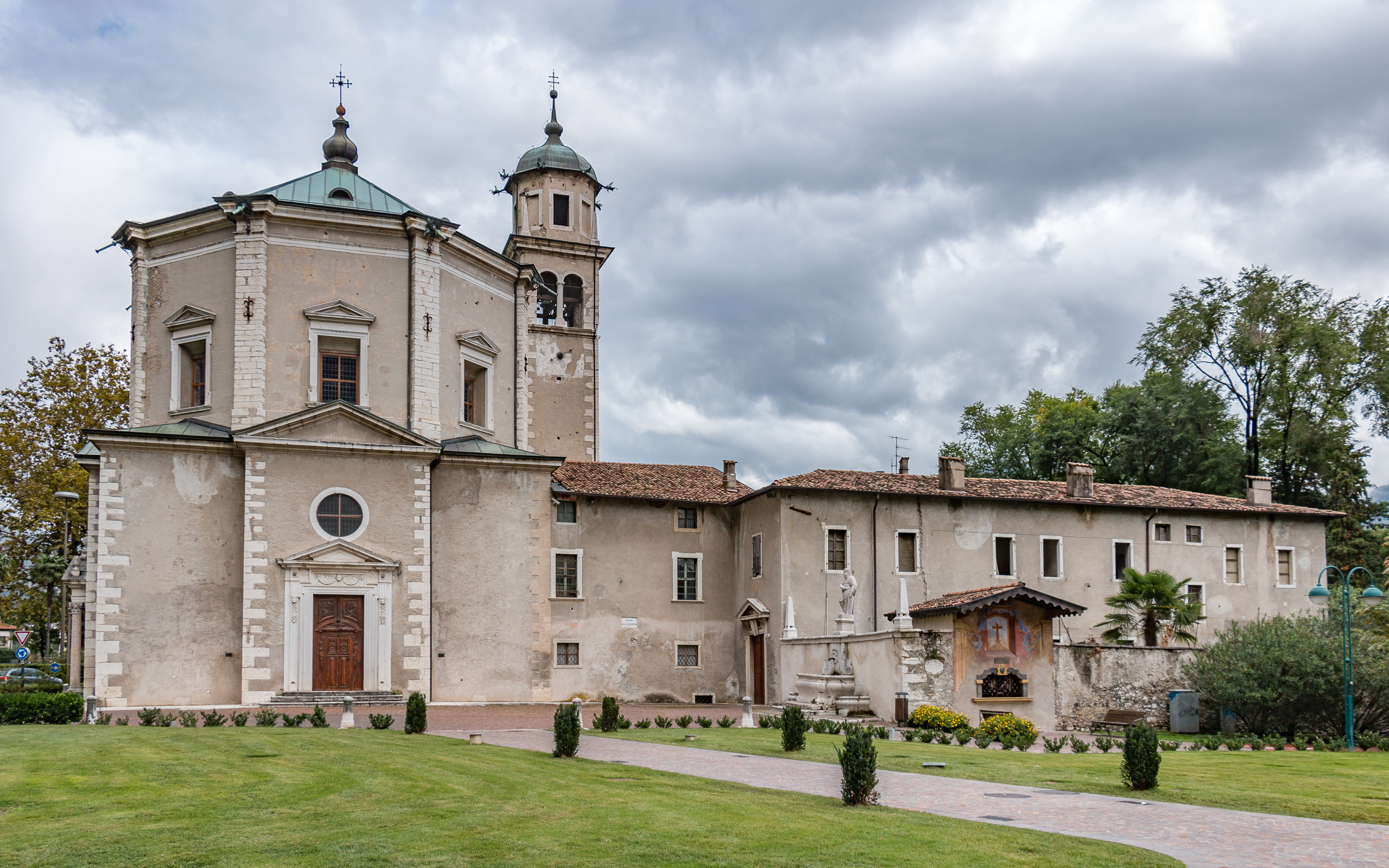
L'église de l'Inviolata.

Parmi les monuments remarquables, on peut citer l’église de l’Inviolata, dont l’intérieur est décoré dans un style baroque. Plusieurs bâtiments tels que la centrale électrique, l'Hôtel Sole, le complexe Spiaggia degli Olivi, la place San Rocco et l'école maternelle sont l'œuvre de l'architecte Rivano Giancarlo Maroni, dit l'architecte du Vittoriale.

### Monuments historiques

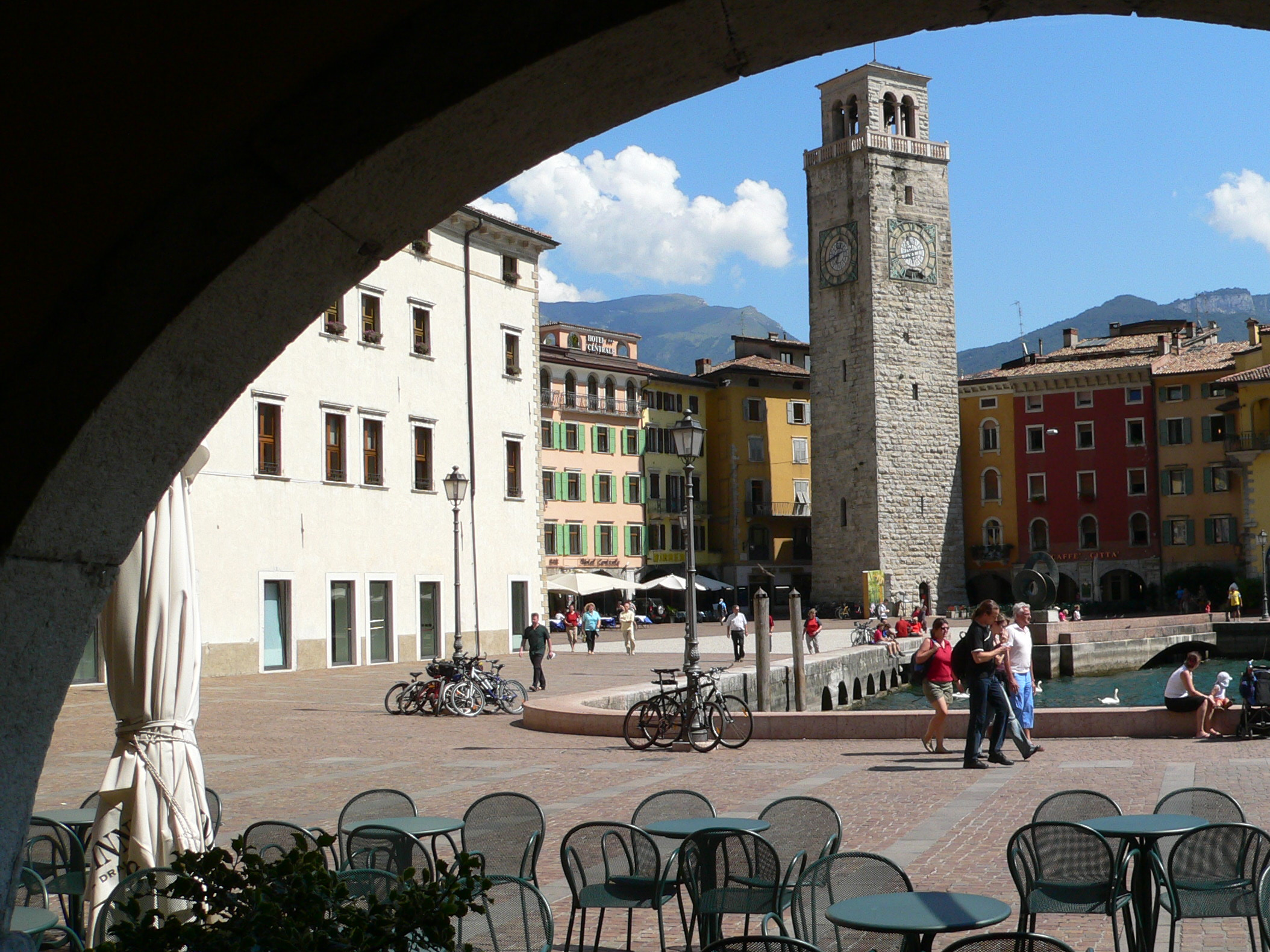
La place Tre novembre avec la tour Apponale.

Les principaux monuments historiques sont le Palazzo Pretorio (1375), qui abrite des pierres tombales romaines, médiévales et modernes ; la Rocca, une forteresse sur le lac du XIIe siècle entourée d'un canal avec un pont-levis ; les portes dans les murs médiévaux ; la tour Apponale surplombant le port ; la Bastione, une forteresse vénitienne construite sur les pentes du Monte Rocchetta à une hauteur d'environ 160 m.
Sur le Monte Brione et à proximité, se trouvent des fortifications austro-hongroises telles que la Forte Garda, le fort San Nicolò et le fort St. Alessandro. La Tagliata del Ponale est plutôt située sur la route homonyme qui reliait Riva à la vallée de Ledro, aujourd'hui transformée en chemin.

### Lieux touristiques
Le lac de Tenno (à 6 km au nord), le lac de Ledro (à 5 km à l'ouest) et son musée de la paléthnologie, la route du Ponale et les cascades du Varone (à 3 km au nord) sont les principaux lieux touristiques bordant la ville de Riva del Garda.

## Jumelages
- Bensheim (Allemagne) depuis 1989.

## Administration
| Période                                  | Période | Identité | Étiquette | Qualité |
| ---------------------------------------- | ------- | -------- | --------- | ------- |
|                                          |         |          |           |         |
| Les données manquantes sont à compléter. |         |          |           |         |

### Hameaux
Campi, Pregasina, Rifugio Capanna Grassi, Rifugio Nino Pernici, San Nazzaro, Sant'Alessandro, Varone

### Communes limitrophes
Les communes limitrophes sont Arco, Limone sul Garda, Ledro, Malcesine, Nago-Torbole et Tenno.

### Personnalités liées à la commune
- Jules César Scaliger (1484–1558), érudit ;
- Kurt Schuschnigg (1897–1977), homme politique ;
- Renato Ballardini (né en 1927), homme politique ;
- Anna Cinzia Bonfrisco (née en 1962), femme politique ;
- Fabio Depaoli (né en 1997), footballeur ;
- Edoardo Zambanini (né en 2001), coureur cycliste ;
- Davide De Cassan (né en 2002), coureur cycliste.

## Images

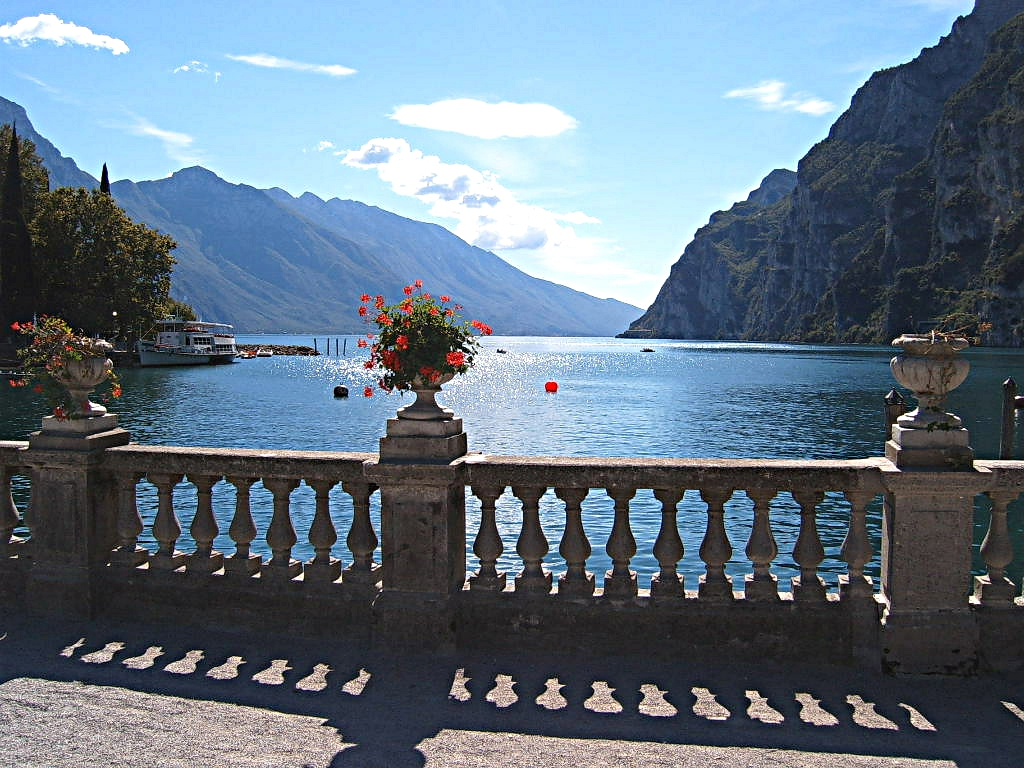
Riva del Garda, vue du lac.
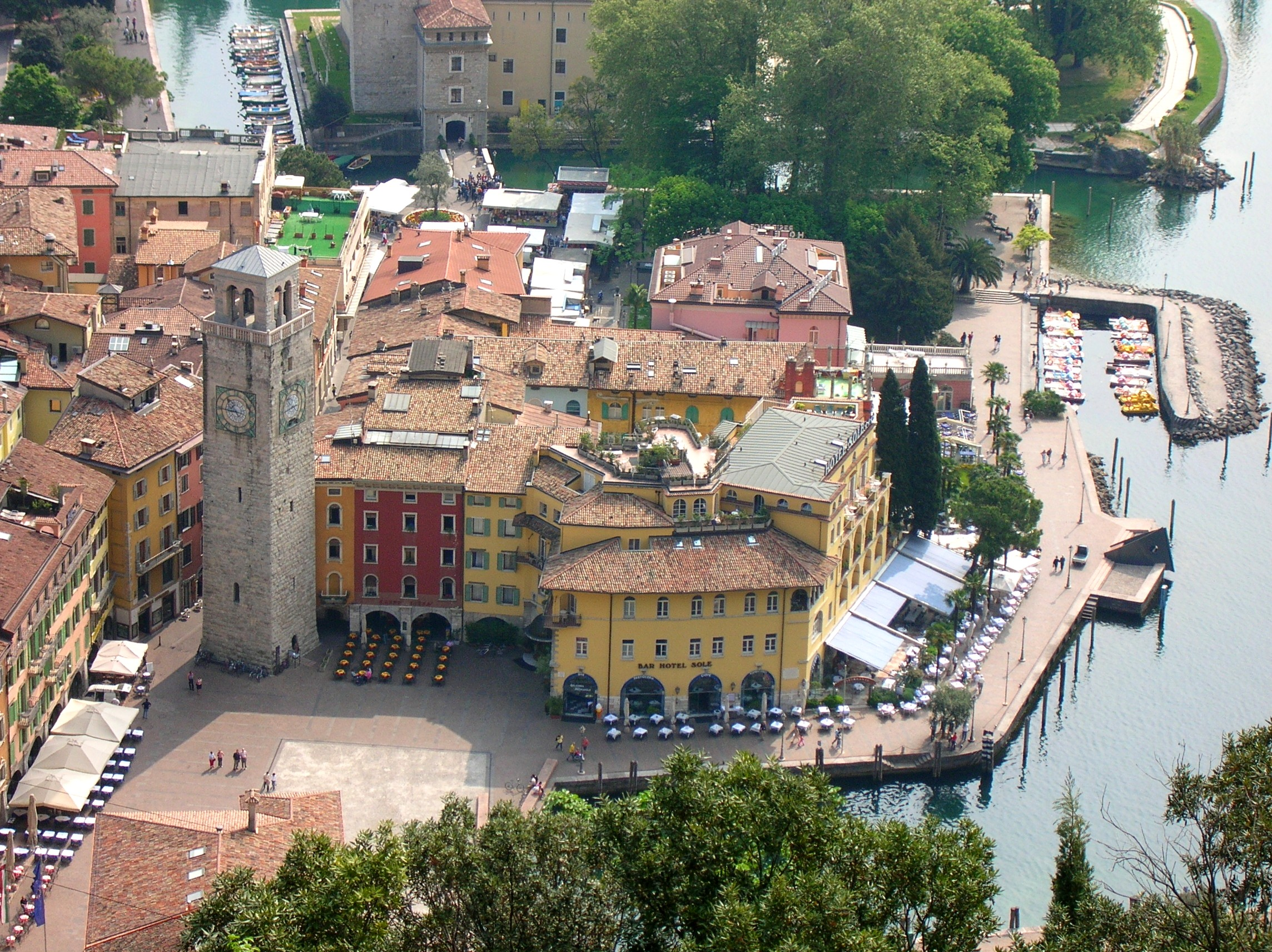
Le centre.
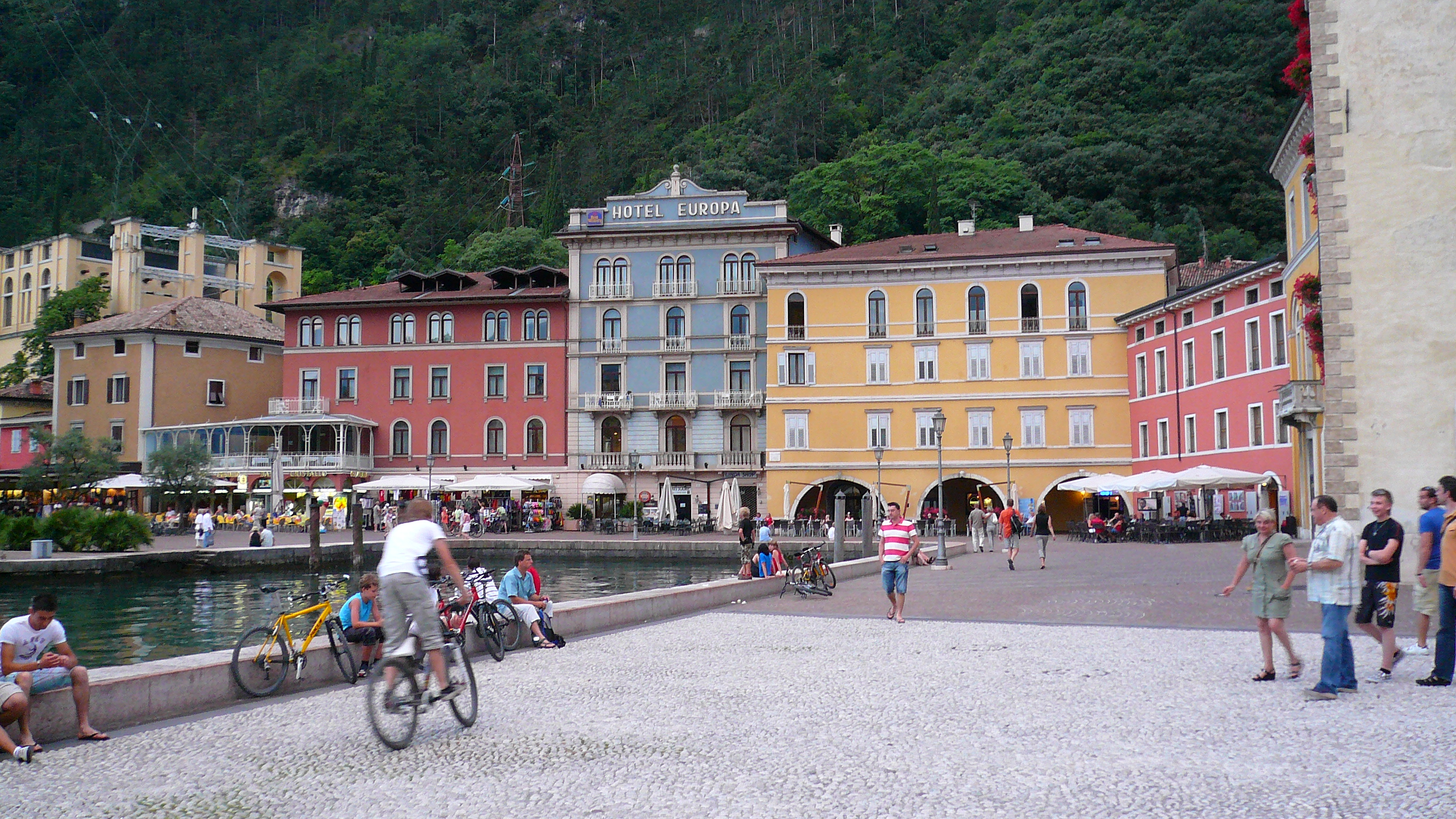
Maisons du bourg.
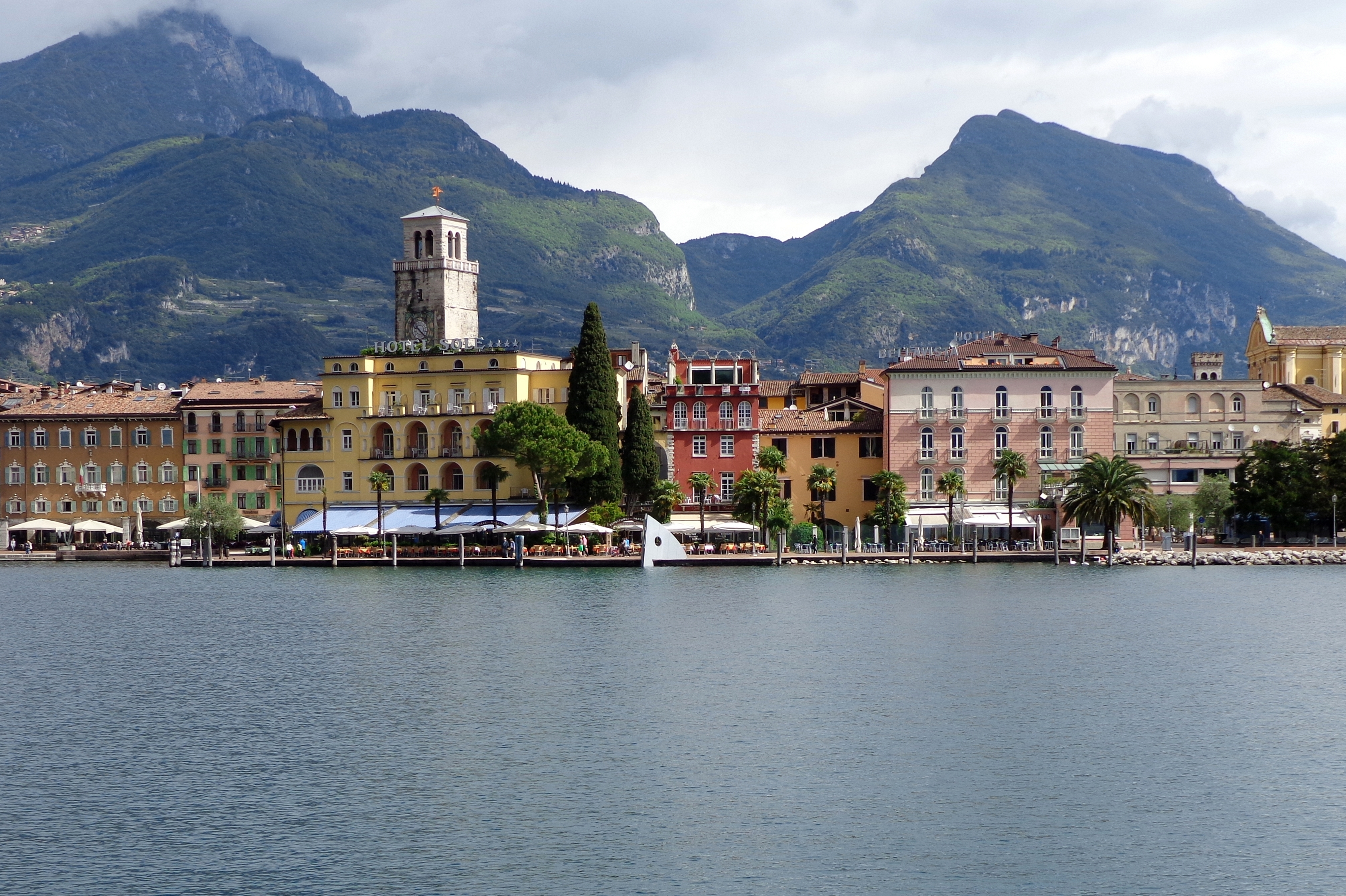
Le bourg, vu du lac.
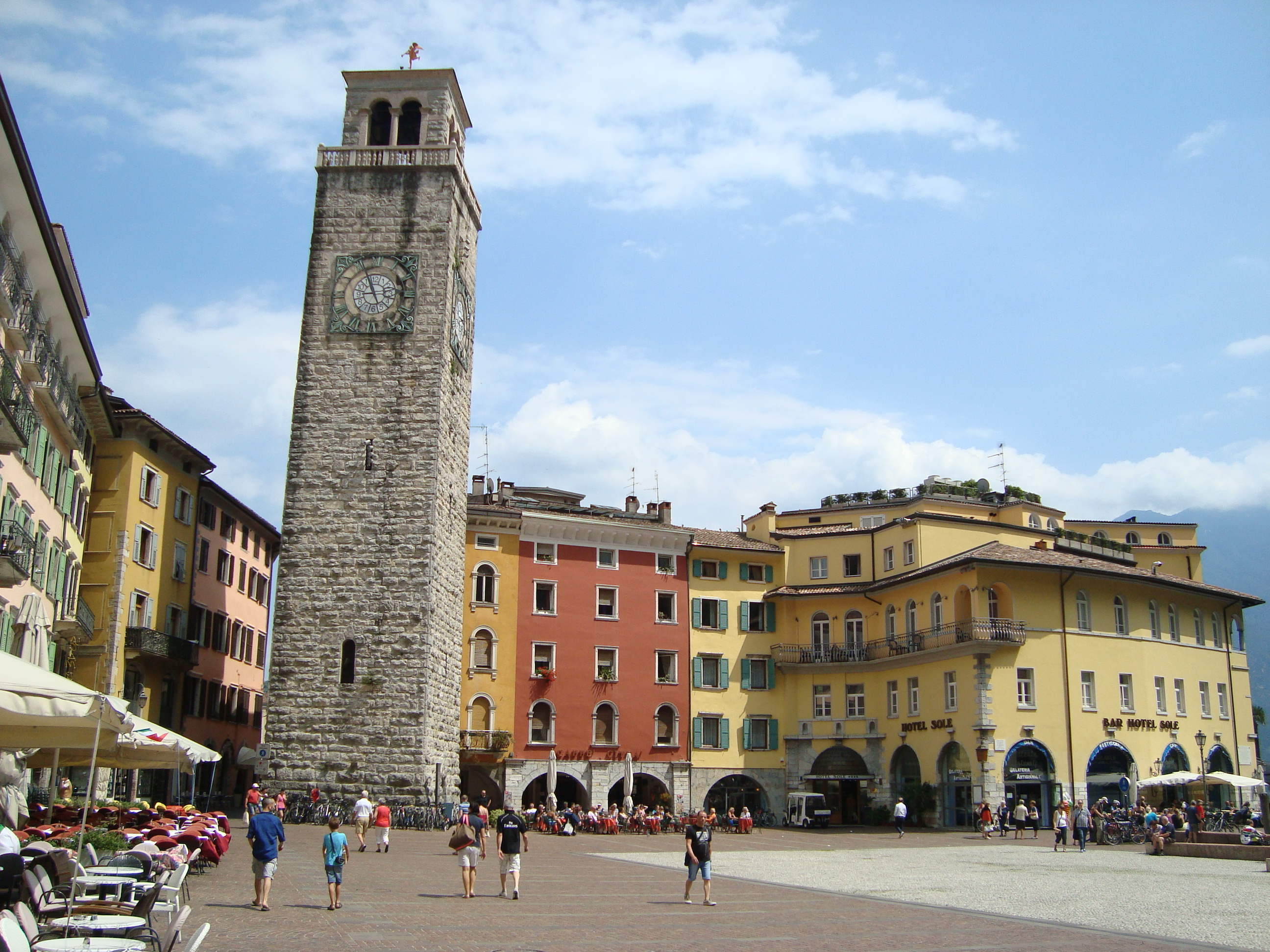
Place.